# Attacafa
Attacafa est une association culturelle fondée à Lille en 1984, quelques mois après la Marche pour l'égalité et contre le racisme.
L'association a pour but la «  diffusion d’une culture universelle non pas fondée sur l’uniformité, mais bien sur la diversité constructrice d’un enrichissement commun et permanent »,.
Elle organise des évènements culturels faisant connaître les musiques du monde dans une scène nomade universelle et a été associée à l'opération Lille 2004, Capitale de la culture
Elle est également connue pour son Festival international de la soupe (Louche d'or) qui a lieu tous les ans à Wazemmes et qui s'est dupliqué dans d'autres pays.

## Origine
Attacafa fait partie des nombreuses associations qui se sont créées après la Marche pour l'égalité et contre le racisme de 1983, et des rares qui ont perduré.
Son nom est l'acronyme de Association de travail théâtral, d'animation culturelle et d'amitié francophone, mais veut aussi dire Culture en arabe.

## Une scène nomade universelle
Dès sa création, Attafaca organise dans la région lilloise des concerts de musiques du monde et obtient la participation d'artistes importants tels que Nusrat Fateh Ali Khan ou Paco de Lucía.
L'Opéra de Lille lui confie rapidement à sa programmation « Musiques du monde ».
Attafaca est ensuite associé aux manifestations de Lille 2004 puis Lille 3000, notamment en lien avec les Maisons - Folies.

## La fête de la soupe
Le Festival International de la Soupe (ou Louche d'or) est un concours humoristique, symbolique et festif créé par l'association Attacafa, autour du thème fédérateur de la soupe, seul plat commun à tous les continents. Il a lieu tous les 1er mai depuis 2001 dans le quartier de Wazemmes, à Lille (Nord) et inclut des concerts de musiques du monde.
Tout le monde est invité à concocter une soupe défiant toute concurrence et à remporter la prestigieuse Louche d'Or.
Outre la participation active des festivaliers, ce concours met à l'honneur les cultures des cinq continents à travers une programmation culturelle riche et variée qui touche à toutes les disciplines (musique, théâtre, arts de rue, cuisine, danse, spectacles chez l'habitant...). Le festival  permet de réaliser un véritable tour du monde.
Le festival représente plus de 600 artistes, 150 faiseurs de soupe et 50 000 spectateurs. Plus qu'un festival, c'est un véritable projet de société qui vise à se faire rencontrer et découvrir les citoyens du monde et les cultures du monde. Il se construit donc à plusieurs, avec une éthique et une charte... qui dépassent aujourd'hui les frontières de la France.
Depuis 2002, le festival a lieu dans d'autres villes de France (Rennes, Nancy, Sète, Sainte-Croix-aux-Mines, ...) et d'Europe (Barcelone, Bologne, Cracovie, Bruxelles, Berlin, ...). Le réseau S.O.U.P.E (Symbole d'Ouverture et d'Union des Peuples Européens) est soutenu par l'Union européenne. Le gagnant du concours Lillois est d'ailleurs invité à remettre son titre en jeu dans l'un de ces festivals européens. Une charte européenne a ainsi vu le jour afin de préserver l'éthique du festival partout dans le monde.[réf. nécessaire]

## Financement
Financée à ses débuts par des donateurs anonymes, Attacafa obtint tout d'abord des subventions au titre d'actions liées à l'immigration avant d'en obtenir pour ses actions culturelles.
Elle reçoit par la mairie de Lille des subventions de la Fondation de France, entre autres pour ses actions dans le cadre de Lille 3000. Ces subventions ont été remises en cause en 2014
.

## Sources